# Спаркл (фильм, 2012)
Спаркл (англ. Sparkle) — американский музыкальный фильм с Джордин Спаркс и Уитни Хьюстон в главных ролях. Ремейк одноименного фильма 1976 года, в котором аналогичные роли исполнили Айрин Кара и Мэри Элис. Фильм был произведен компанией Stage 6 Films, совместно спродюсирован Sony и Columbia, а дистрибьютором фильма выступила компания «TriStar». Фильм построен на песнях из оригинальной ленты, написанных музыкантом Кёртисом Мэйфилдом, и новых композициях, созданных R&B-исполнителем R. Kelly специально для фильма. Прототипами главных героинь послужили участницы группы The Supremes.
Фильм стал первой актёрской работой для певицы Джордин Спаркс а также пятой и последней — для Уитни Хьюстон. Она ушла из жизни спустя три месяца после окончания съёмок, и фильм посвящён её памяти.

## Сюжет
Действие разворачивается в Детройте (штат Мичиган) в 1960-е годы, когда три сестры организовали девичью группу и вскоре стали звездами Мотауна. Но у славы есть и другая сторона — дружная семья постепенно начинает разваливаться.

## В ролях
| Актёр            | Роль               |
| ---------------- | ------------------ |
| Джордин Спаркс   | Спаркл             |
| Уитни Хьюстон    | Эмма               |
| Дерек Люк        | Стикс              |
| Майк Эппс        | Сатин              |
| Кармен Эджого    | сестра Спаркл      |
| Тика Самптер     | Долорес            |
| Омари Хардвик    | Левай              |
| Си-Ло Грин       | Black (черный)     |
| Кёртис Армстронг | Ларри              |
| Терренс Дженкинс | Red (красный)      |
| Тамела Дж. Манн  | миссис Сара Уотерс |
| Майкл Бич        | Брюс               |
| Брели Эванс      | Тьюн Энн           |
| Линда Бостон     | Сестра Хлора       |
| Сиди Хендерсон   | мистер Белл        |
| Эрика Хоувленд   | секретарь Ларри    |
| Дебра Порт       | портье             |
| Стефани Моусли   | танцовщица         |